# Похитители книг (фильм)
«Похитители книг» — российский кинофильм 2004 года.
Группа «Мумий Тролль» записала одноименный альбом к фильму.

## Сюжет
История о жизни девушки и её друзьях, жаждущих вырваться из мира реального в мир своих грез и фантазий.
Молодая и мечтательная Катрин даёт объявление в газету: «Умираю от тоски. Помогите. В 12 под часами. Катрин». На объявление откликаются и приходят трое: парикмахер Рита — мечтательница, жаждущая настоящей любви; мажор Паша — сын богатого отца, ныне вынужденный терпеть новую отцовскую жену, практически свою ровесницу; боксёр Саша — молчаливый и скованный в себе, мечтающий о девушке и мотоцикле. В фильме они соответственно названы: ангел любви, ангел надежды и ангел молчания.
Подобравшаяся компания находит себе развлечение — похищение книг. Они делают это под предлогом: «Мы похищаем книги, чтобы чувствовать себя свободными. Задумайтесь: сегодня продают книги, а завтра воздух и питьевую воду».

## В ролях
| Актёр                          | Роль                        |
| ------------------------------ | --------------------------- |
| Юлия Агафонова                 | Катрин                      |
| Марина Орёл                    | Рита                        |
| Евгений Сергеев                | Саша                        |
| Максим Максот                  | Паша                        |
| Манучаров, Вячеслав Рафаэлевич | Розовощёкий                 |
| Ксения Белая                   | жена отца Паши              |
| Рамиль Сабитов                 | Роберт                      |
| Андрей Фомин                   | продюсер                    |
| Илья Лагутенко                 | Камео                       |
| Тимур Бадалбейли               | Продавец в книжном магазине |
| Феликс Антипов                 | Лифтёр-философ              |
| Тим Смит                       | Отец Паши                   |
| Ольга Сергиенко                | Продавщица Барби            |